# Levanger
Levanger és un municipi situat al comtat de Trøndelag, Noruega. Té 19.212 habitants i té una superfície de 645,48 km². El centre administratiu del municipi és el poble homònim.
Levanger és un membre de la iniciativa italiana Cittaslow, «ciutats lentes» que no adopten un enfocament de «via ràpida» de la major part de les ciutats modernes.

## Etimologia
El municipi (originalment la parròquia) és el nom de l'antiga granja Levanger (nòrdic antic: Lifangr), ja que la primera església va ser construïda allà. El primer element és "Lev" (protegit) i l'últim element és angr que significa "fiord".

## Història
Levanger era un antic centre de comerç per a l'intercanvi de béns entre els habitants de Jämtland (Suècia) i els homes del nord. Els habitants de Jämtland van portar de ferro, cereals, cuirs i pells que van intercanviar per peix sec, arengada salat i productes estrangers que van ser portats a Trondheim.
El 1846 hi va haver un gran incendi que va cremar 110 de 133 cases; al 1877 n'hi va haver un altre que va cremar 113 de 136 cases, i el 1897 n'hi va haver un altre que va cremar 104 de 133 cases. La reconstrucció després d'aquest últim gran incendi és l'actual.
Fins aproximadament el 1885 Levanger era terra dels terratinents HS Jelstrup, any en què el municipi va passar a ser dels seus habitants.
A Levanger sempre hi ha hagut dues fires anuals, la fira de març (primer esment el 1530) i el mercat de Levanger al juliol.

### Història municipal
La ciutat de Levanger va ser establerta com a municipi l'1 de gener de 1838. Els municipis rurals de Frol, Skogn i Åsen van ser fusionats a Levanger l'1 de gener de 1962 i el municipi illenc d'Ytterøy va ser fusionat a Levanger l'1 de gener de 1964.

## Escut d'armes
L'escut d'armes és modern; se'ls hi va concedir el 25 de novembre de 1960. L'escut mostra un cavall daurat sobre un fons vermell. El cavall és un símbol per a la ciutat com un important centre de comerç entre Suècia i Noruega durant molts segles. L'escut no va canviar després de l'addició dels altres municipis (que no tenien escuts quan es van fusionar amb Levanger).

## Geografia

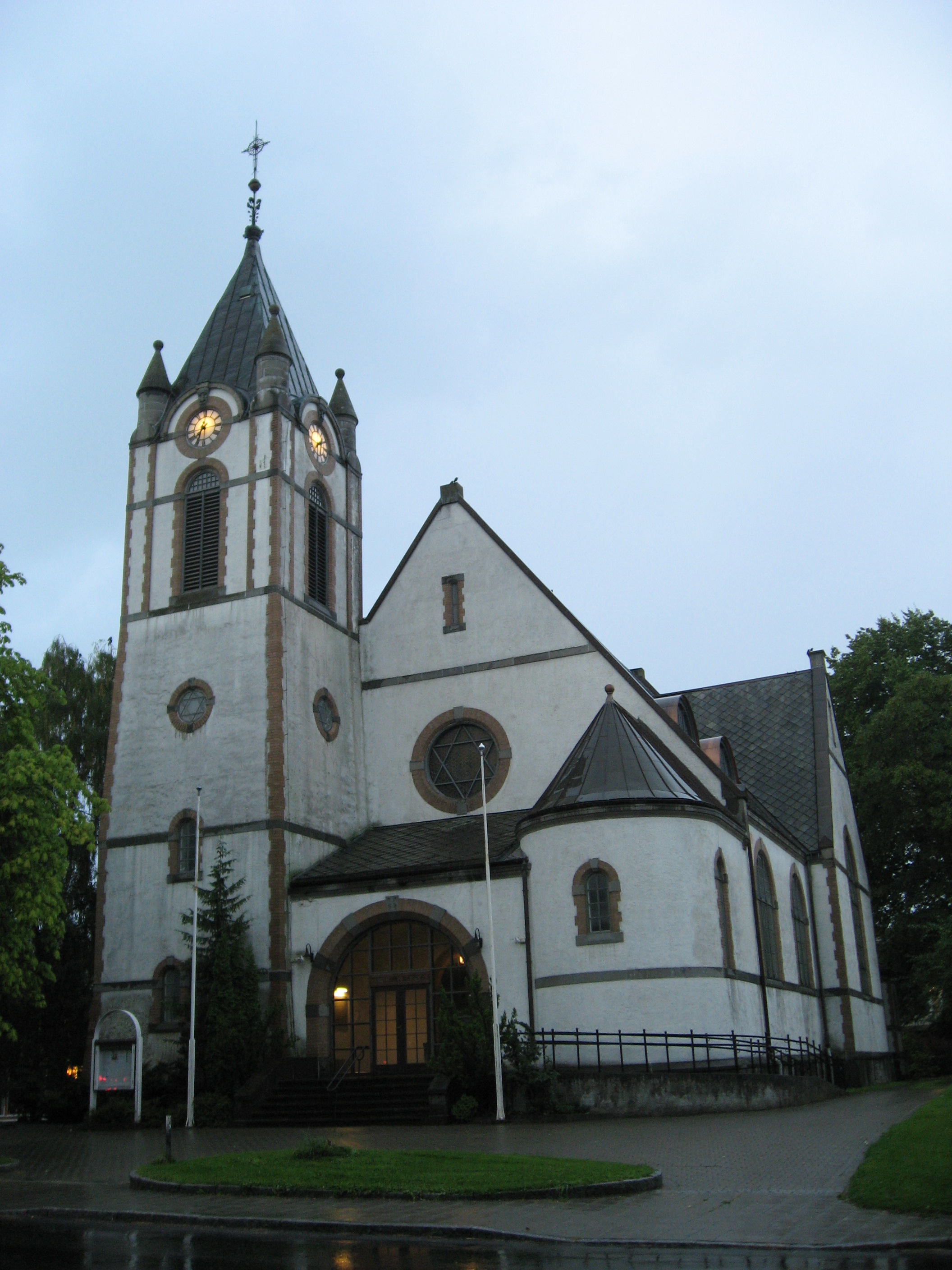
Església de Levanger.

El municipi està situat a la regió d'Innherred del comtat de Nord-Trøndelag. Es troba a la costa oriental del fiord de Trondheim i inclou l'illa d'Ytterøya. Hi ha molts llacs al municipi, incloent el Byavatnet, Feren, Hammervatnet, Hoklingen, Movatnet i Sønningen. El riu Levangerelva travessa el municipi. La zona de platja Rinnleiret es troba a la frontera Levanger-Verdal.

### Esglésies
L'Església de Noruega té set parròquies (sokn) al municipi de Levanger. És part del deganat de Sør-Innherad i de la Diòcesi de Nidaros.
| Parròquia  | Nom de l'església      | Localització | Any de construcció |
| ---------- | ---------------------- | ------------ | ------------------ |
| Alstadhaug | Església d'Alstadhaug  | Alstadhaug   | 1180               |
| Ekne       | Església d'Ekne        | Ekne         | 1893               |
| Levanger   | Església de Levanger   | Levanger     | 1902               |
| Levanger   | Església de Bamberg    | Levanger     | 1998               |
| Markabygd  | Església de Markabygda | Markabygd    | 1887               |
| Okkenhaug  | Església d'Okkenhaug   | Okkenhaug    | 1893               |
| Ytterøy    | Església d'Ytterøy     | Ytterøya     | 1890               |
| Åsen       | Església d'Åsen        | Åsen         | 1904               |

## Economia

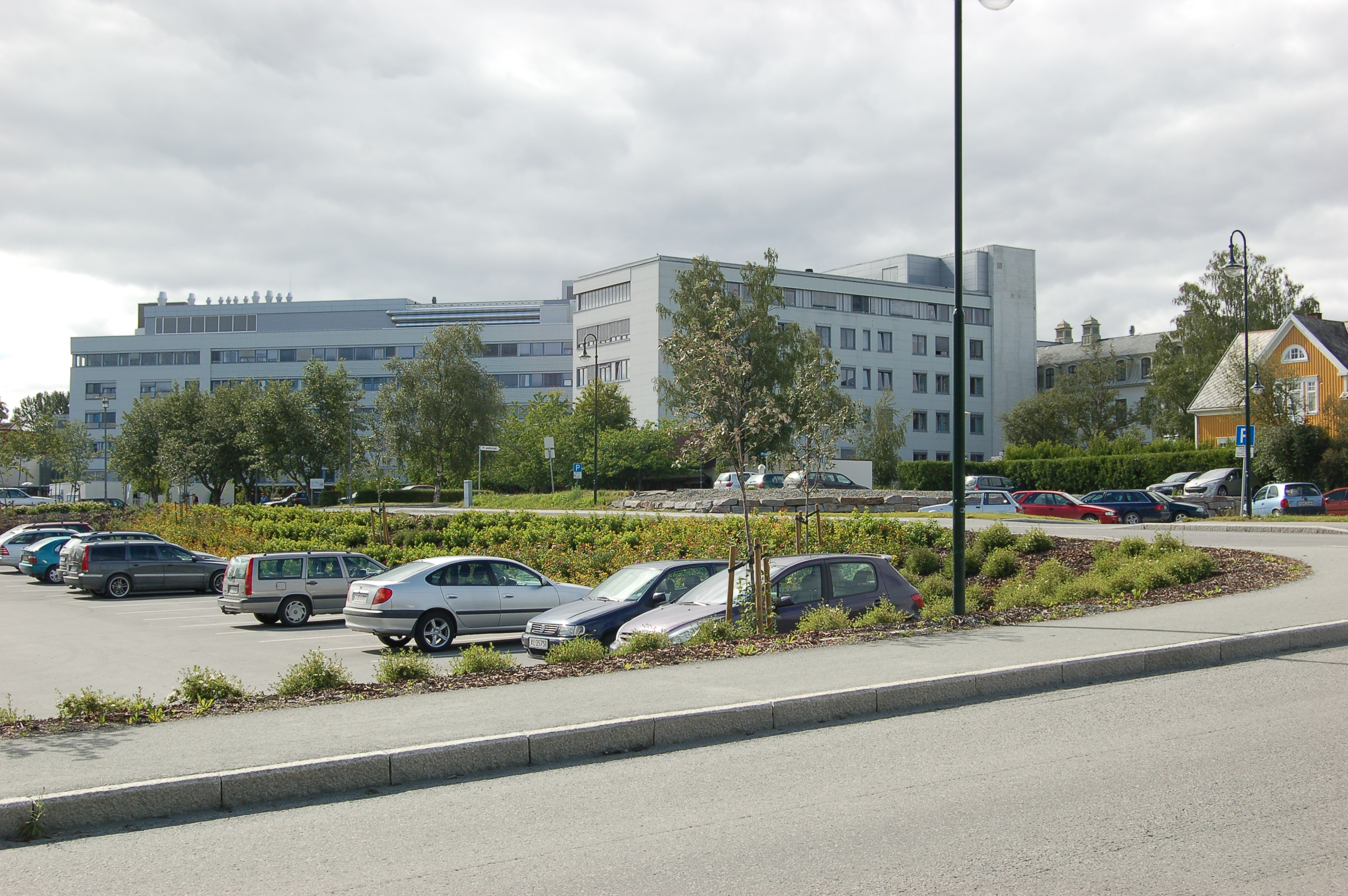
Hospital de Levanger.

L'empresa productora de paper més gran del món, Norske Skog, va construir la seva primera fàbrica a Skogn, al sud de la ciutat de Levanger. Aquesta fàbrica va començar la producció el 1966 i actualment continua activa, i ofereix 530 llocs de treball a la planta, i un addicional de 1.900 llocs de treball en el transport i la silvicultura. Levanger abasta algunes de les millors zones agrícoles de Trøndelag. L'àrea industrial Fiborgtangen està situada a Skogn i té accés de càrrega a la línia de Nordland.
La major part de la zona comercial de la ciutat es concentra al voltant del carrer principal, anomenat Kirkegata (Carrer de l'església), i, en anys més recents de tot el centre comercial Magneten, situat a la zona suburbana de Moan. Magneten té des dels seus inicis es va enfrontar a un ràpid creixement, i diverses botigues situades anteriorment a Kirkegata ara s'han traslladat a Magneten. El Tribunal de Districte Inntrøndelag també es troba a la ciutat. L'hospital de Levanger és també una important font d'ocupació en el municipi.

## Transports
El carrer principal de la ciutat de Levanger està connectat amb la ruta europea E06 en ambdós extrems i la Carretera Comtal 774 a l'extrem nord, que connecta amb el ferri Levanger-Hokstad, que surt regularment entre la ciutat de Levanger i l'illa d'Ytterøya al fiord de Trondheim. La Línia de Nordland transcorre cap al nord a través del municipi. S'atura en les estacions d'Åsen, Ronglan, Skogn i Levanger.